# Manlio Stiavelli
Manlio Stiavelli (Pistoia, 1º ottobre 1889 – 28 novembre 1958) è stato un militare e ingegnere italiano, che nel corso della sua carriera ha progettato e realizzato numerosi tipi di velivoli tra cui gli aerei da caccia Ducrot SLD e C.S.38, il bombardiere BGA, gli idrovolanti da ricognizione M.F.4, M.F.6, RS.14, l'assaltatore A.S.14, e l'idrocorsa CS.15.

## Biografia
Nacque a Pistoia il 1º ottobre 1889. Nel 1914 si laureò in ingegneria meccanica presso il Politecnico di Torino, dimostrando subito in grande interesse per il mondo dell'aviazione. Con l'entrata in guerra del Regno d'Italia, avvenuta il 24 maggio 1915, fu arruolato nel Regio Esercito, assegnato nel 1916 alla Direzione Tecnica del Corpo Aeronautico dell'esercito a Torino, ed aveva come diretto superiore l'ingegnere Umberto Savoja. Nei primi mesi di servizio svolse compiti tecnici presso alcuni reparti schierati al fronte. 1917 assunse l'incarico di progettista presso la Società Anonima Ducrot di Palermo, che allora produceva su licenza gli idrovolanti di progettazione franco-FBA FBA Type H e le motosiluranti SVAN. Durante il primo conflitto mondiale tale ditta produsse su licenza alcuni lotti di idrovolanti Macchi M.7, SIAI S.8 e S.9, ed egli, insieme all'ingegnere Guido Luzzati progettò, e realizzò, il prototipo del caccia SLD che andò in volo per la prima volta nell'ottobre 1918, ma nonostante l'interesse suscitato non ottenne alcun ordine di produzione da parte del Ministero della guerra. Nel 1919 fu assunto alla Fiat Aviazione dove rimase fino al 1927, quando si trasferì alla CMASA di Marina di Pisa, dove si trovava suo fratello Giuseppe. I quegli anni i due progettarono e realizzarono gli idrovolanti a scarponi M.F.4 e M.F.6, che vennero prodotti in piccola serie, e nel 1932 fu promosso maggiore del Genio Aeronautico. Nel 1936 egli progettò il bombardiere di costruzione metallica BGA, di cui fu costruito un solo prototipo, e nel 1937  l'idrovolante da trasporto passeggeri, dotato di sei motori, J.S., che rimase allo stadio progettuale, e quello da ricognizione marittima RS.14 in risposta ad una specifica relativa ad un Idroricognitore Marittimo Veloce emessa dalla Regia Aeronautica. Il primo prototipo dell'R.S.14 andò in volo epr la prima volta nelle mani del collaudatore Ferdinando Trojano maggio 1939, e fu oggetto di valutazione da parte della Regia Aeronautica l'8 novembre successivo, quando era appena scoppiata la seconda guerra mondiale. Da tale velivolo fu successivamente sviluppata una versione da assalto, armata con un cannone da 37 mm, designata A.S.14, di cui fu realizzato un prototipo che andò in volo per la prima volta nell'estate del 1943 nelle mani del collaudatore Ezio Guerra.
In quegli anni curò anche la progettazione dell'idrocorsa CS.15 della versione da idrocaccia del Fiat CR.42, designata ICR.42, dell'avanzato caccia C.S.38, dotato di propulsore Fiat A.38 che gli avrebbe consentito di raggiungere una velocità massima di 600 km/h,, al quale la Fiat preferì avviare alla produzione del proprio Fiat G.55 Centauro. Quando il secondo conflitto mondiale terminò, gli stabilimenti della CMASA risultavano completamente distrutti, ed egli fu richiamato alla Fiat Aviazione di Torino per lavorare come condirettore della Sezione Avio, insieme all'ingegnere Giuseppe Gabrielli. Colpito nel 1958 dalla malattia di Parkinson, tale condizione lo portò velocemente alla morte, che avvenne il 28 novembre dello stesso anno.

### Annotazioni
1. ↑  Direttore tecnico di tale società era suo fratello gemello, il tenente Giuseppe Stiavelli.
2. ↑  Alla progettazione di tale velivolo collaborarono i fratelli Stiavelli, e l'ingegnere Lucio Lazzarino.

### Fonti
1. 1 2 3 4 5 6  Mancini 1936, p. 572.
2. 1 2 3 4 5 6 7  Ali nella Gloria n.41, agosto-settembre 2019, p. 86.
3. 1 2 3 4 5 6  Ali nella Gloria n.41, agosto-settembre 2019, p. 87.
4. ↑  Ali nella Gloria n.41, agosto-settembre 2019, p. 88.